# كأس أمم أوقيانوسيا 2024
كأس أمم أوقيانوسيا للرجال 2024 (بالإنجليزية: OFC Men's Nations Cup) هي النسخة الـ11 من كأس أمم أوقيانوسيا، وهي بطولة كرة القدم القارية للمنتخبات الوطنية للرجال التي تقام كل أربع سنوات، نظمها اتحاد أوقيانوسيا لكرة القدم واشترك في التنظيم كلٌ من فيجي وفانواتو وأقيمت في الفترة من 15 إلى 30 يونيو 2024.
نجحت نيوزيلندا في الدفاع عن لقبها بعد فوزها في المباراة النهائية على فانواتو بنتيجة 3-0. كما مُنح مدافع المنتخب النيوزيلندي ليبراتو كاكاتشي جائزة أفضل لاعب في البطولة.

## اختيار المضيف
على الرغم من اختيار نيوزيلندا مضيفة للبطولة في نسخة 2020 قبل إلغائها في النهاية بسبب جائحة كورونا، أُعلن في ديسمبر 2023 عن أن نسخة 2024 من البطولة ستقام في فانواتو.
في مايو 2024، بعد عدم اليقين بشأن جداول الرحلات، نُقلت المباريات المقرر لعبها في ملعب لوغانفيل لكرة القدم في لوغانفيل إلى ملعب بنك HFC في العاصمة الفيجية سوفا وملعب فريش ووتر في بورت فيلا بفانواتو.

## الملاعب
| سوفا           |
| -------------- |
| ملعب بنك HFC   |
| السعة: 4,300   |
|                |
| بورت فيلا      |
| ملعب فريش ووتر |
| السعة: 6,500   |
|                |

## الفرق

### التأهل
لعبت الفرق الأربعة الأدنى تصنيفاً التي تم إدخالها في الأصل للتصفيات في بطولة جماعية واحدة، كما حدث في النسختين السابقتين في 2012 و2016. تم استبعاد توفالو وكيريباتي من المشاركة بسبب عدم نيلهما العضوية الكاملة في اتحاد أوقيانوسيا لكرة القدم. أما ساموا الأمريكية فلم يتمكن من التسجيل قبل التصفيات.
في التصفيات، تنافست الفرق الثلاثة الأدنى تصنيفًا في النسخة الأخيرة من البطولة في عام 2016 (لأن ساموا الأمريكية لم تسجل) في صيغة دوري من دور واحد وهم تونغا وساموا وجزر كوك، حيث أُقيمت المباريات في مكان واحد في العاصمة التونغية نوكو ألوفا. في يوم 26 مارس 2024 تمكن ساموا من الفوز بالتصفيات والتأهل إلى نهائيات البطولة.
في 5 يونيو 2024 أعلنت كاليدونيا الجديدة انسحابها من البطولة بسبب الأزمة الخطيرة التي عانت منها البلاد وقتها.

### الفرق المتأهلة
| الفريق              | طريقة التأهل     | تاريخ التأهل  | مرات المشاركة | آخر ظهور | أفضل أداء                              | تصنيف الفيفا |
| ------------------- | ---------------- | ------------- | ------------- | -------- | -------------------------------------- | ------------ |
| فانواتو             | المضيف           | 1 ديسمبر 2023 | العاشرة       | 2016     | المركز الرابع (1973، 2000، 2002، 2008) | 172          |
| فيجي                | المضيف           | 24 يناير 2024 | التاسعة       | 2016     | المركز الثالث (1998، 2008)             | 168          |
| كاليدونيا الجديدة   | تأهل تلقائياً     | 24 يناير 2024 | السابعة       | 2016     | الوصيف (2008، 2012)                    | 158          |
| نيوزيلندا           | تأهل تلقائياً     | 24 يناير 2024 | الحادية عشرة  | 2016     | البطل (1973، 1998، 2002، 2008، 2016)   | 104          |
| بابوا غينيا الجديدة | تأهل تلقائياً     | 24 يناير 2024 | الخامسة       | 2016     | الوصيف (2016)                          | 166          |
| جزر سليمان          | تأهل تلقائياً     | 24 يناير 2024 | الثامنة       | 2016     | الوصيف (2004)                          | 132          |
| تاهيتي              | تأهل تلقائياً     | 24 يناير 2024 | العاشرة       | 2016     | البطل (2012)                           | 162          |
| ساموا               | الفائز بالتصفيات | 23 مارس 2024  | الثالثة       | 2016     | دور المجموعات (2012، 2016)             | 181          |

1. ↑  من 1973 إلى 1980، شاركت فانواتو تحت مسمى هيبريدس الجديدة.
2. ↑  .[A]
3. ↑  انسحب كاليدونيا الجديدة من البطولة في 5 يونيو 2024 بسبب الاضطرابات التي أصابت البلاد.[6]

## القرعة
أجريت القرعة يوم 24 يناير 2024 بمقر الاتحاد الأوقياني بمدينة أوكلاند بنيوزيلندا، تم تقسيم الفرق إلى مجموعتين كل مجموعة ضمت 4 فرق، مع تحديد الأوعية الثلاثة الأولية بناءً على الترتيب النهائي لكأس أمم أوقيانوسيا 2016 المدرج أدناه:
| الفريق              | المركز |
| ------------------- | ------ |
| نيوزيلندا           | 1      |
| بابوا غينيا الجديدة | 2      |

| الفريق            | المركز |
| ----------------- | ------ |
| كاليدونيا الجديدة | 3      |
| جزر سليمان        | 4      |
| تاهيتي            | 5      |
| فيجي              | 6      |

| الفريق                      | المركز |
| --------------------------- | ------ |
| فانواتو                     | 7      |
| ساموا (المتأهل من التصفيات) | 8      |

1. ↑  انسحب بعد القرعة.

### النتيجة
| المرتبة | المنتخب           |
| ------- | ----------------- |
| 1       | نيوزيلندا         |
| 2       | كاليدونيا الجديدة |
| 3       | جزر سليمان        |
| 4       | فانواتو           |

| المرتبة | المنتخب             |
| ------- | ------------------- |
| 1       | بابوا غينيا الجديدة |
| 2       | فيجي                |
| 3       | تاهيتي              |
| 4       | ساموا               |

## دور المجموعات
لُعبت جميع المباريات حسب التوقيت المحلي، المجموعة أ (ت ع م+11) والمجموعة الثانية (ت ع م+12)

### المجموعة أ
| # | الفريق            | لعب | فاز | تعادل | خسر | له | عليه | فرق | نقاط | ملاحظات               |
| - | ----------------- | --- | --- | ----- | --- | -- | ---- | --- | ---- | --------------------- |
| 1 | نيوزيلندا         | 2   | 2   | 0     | 0   | 7  | 0    | +7  | 6    | يتأهل إلى نصف النهائي |
| 2 | فانواتو (H)       | 2   | 1   | 0     | 1   | 1  | 4    | −3  | 3    | يتأهل إلى نصف النهائي |
| 3 | جزر سليمان        | 2   | 0   | 0     | 2   | 0  | 4    | −4  | 0    |                       |
| 4 | كاليدونيا الجديدة | 0   | 0   | 0     | 0   | 0  | 0    | 0   | 0    | انسحب                 |

| نيوزيلندا | ألغيت | كاليدونيا الجديدة |
| --------- | ----- | ----------------- |
|           |       |                   |

| جزر سليمان | 0 - 1 | فانواتو    |
| ---------- | ----- | ---------- |
|            | تقرير | 72' تانغيس |

| نيوزيلندا                         | 3 - 0 | جزر سليمان |
| --------------------------------- | ----- | ---------- |
| - واين 6'، 11' - بارباروسيس 45+4' | تقرير |            |

| فانواتو | ألغيت | كاليدونيا الجديدة |
| ------- | ----- | ----------------- |
|         |       |                   |

| جزر سليمان | ألغيت | كاليدونيا الجديدة |
| ---------- | ----- | ----------------- |
|            |       |                   |

| فانواتو | 0 - 4 | نيوزيلندا                                             |
| ------- | ----- | ----------------------------------------------------- |
|         | تقرير | - ماتا 10' - كالتاك 27' (هـ.ذ.) - جاست 63' - أولد 78' |

### المجموعة ب
| # | الفريق              | لعب | فاز | تعادل | خسر | له | عليه | فرق | نقاط | ملاحظات               |
| - | ------------------- | --- | --- | ----- | --- | -- | ---- | --- | ---- | --------------------- |
| 1 | فيجي (H)            | 3   | 3   | 0     | 0   | 15 | 2    | +13 | 9    | يتأهل إلى نصف النهائي |
| 2 | تاهيتي              | 3   | 1   | 1     | 1   | 3  | 2    | +1  | 4    | يتأهل إلى نصف النهائي |
| 3 | بابوا غينيا الجديدة | 3   | 1   | 1     | 1   | 4  | 7    | −3  | 4    |                       |
| 4 | ساموا               | 3   | 0   | 0     | 3   | 2  | 13   | −11 | 0    |                       |

| تاهيتي                    | 2 - 0 | ساموا |
| ------------------------- | ----- | ----- |
| - ديغروميل 4' - تيهاو 28' | تقرير |       |

| بابوا غينيا الجديدة | 1 - 5 | فيجي                                                       |
| ------------------- | ----- | ---------------------------------------------------------- |
| سيمي 88'            | تقرير | - بيغ 2' - دن 43'، 52' - كومولونغ 55' (هـ.ذ.) - كريشنا 64' |

| بابوا غينيا الجديدة | 1 - 1 | تاهيتي       |
| ------------------- | ----- | ------------ |
| بول 25'             | تقرير | ديغروميل 15' |

| ساموا       | 1 - 9 | فيجي |
| ----------- | ----- | --- |
| سيلزبري 47' | تقرير | - هيوز 3'، 61' - دن 38' - كريشنا 45+3' (ركلة.)، 53' (ر.ج.) - بارافيلالا 64' - بيغ 67' - دوغالاو 83'، 89' |

| ساموا      | 1 - 2 | بابوا غينيا الجديدة        |
| ---------- | ----- | -------------------------- |
| ترينور 67' | تقرير | - تومي سيمي 26' - كيبو 47' |

| فيجي               | 1 - 0 | تاهيتي |
| ------------------ | ----- | ------ |
| كريشنا 26' (ركلة.) | تقرير |        |

## مرحلة خروج المغلوب

### المسار
|  | نصف النهائي          | نصف النهائي |                      |   | النهائي | النهائي |
|  |                      |             |                      |   |         |         |
|  | 26 يونيو – بورت فيلا |             |                      |   |         |         |
|  |                      |             |                      |   |         |         |
|  | نيوزيلندا            | 5           |                      |   |         |         |
|  | نيوزيلندا            | 5           | 30 يونيو – بورت فيلا |   |         |         |
|  | تاهيتي               | 0           |                      |   |         |         |
|  | تاهيتي               | 0           | نيوزيلندا            | 3 |         |         |
|  | 26 يونيو – بورت فيلا |             | نيوزيلندا            | 3 |         |         |
|  |                      | فانواتو     | 0                    |   |         |         |
|  | فيجي                 | فانواتو     | 0                    | 1 |         |         |
|  | فيجي                 |             |                      | 1 |         |         |
|  | فانواتو              | 2           |                      |   |         |         |
|  | فانواتو              | 2           | المركز الثالث        |   |         |         |
|  |                      |             |                      |   |         |         |
|  | 30 يونيو – بورت فيلا |             |                      |   |         |         |
|  |                      |             |                      |   |         |         |
|  | تاهيتي               | 2           |                      |   |         |         |
|  | تاهيتي               | 2           |                      |   |         |         |
|  | فيجي                 | 1           |                      |   |         |         |

### نصف النهائي
| نيوزيلندا                                           | 5 - 0 | تاهيتي |
| --------------------------------------------------- | ----- | ------ |
| - سورمان 7' - واين 45'، 53' - بارباروسيس 45+3'، 72' | تقرير |        |

| فيجي          | 1 - 2 | فانواتو                    |
| ------------- | ----- | -------------------------- |
| كافويلاغي 46' | تقرير | - سبوكيجاك 12' - توماس 56' |

### تحديد المركز الثالث
| تاهيتي         | 2 - 1 | فيجي       |
| -------------- | ----- | ---------- |
| تيهاو 72'، 83' | تقرير | كريشنا 58' |

### النهائي
| 30 يونيو 202415:00\| نيوزيلندا \| 3 - 0 \| فانواتو \| \| -------------------------------------- \| ----- \| ------- \| \| - هاويسون 2' - راندال 83' - ماتا 90+3' \| تقرير \| \|ملعب فريش ووتر، بورت فيلاالحضور: 10,000الحكم: بن أوكواي (جزر سليمان) |       |         |
| نيوزيلندا | 3 - 0 | فانواتو |
| - هاويسون 2' - راندال 83' - ماتا 90+3' | تقرير |         |

| بطل كأس أمم أوقيانوسيا 2024 |
| --------------------------- |
| · نيوزيلندا · للمرة السادسة |

## ترتيب الهدافين
عدد الأهداف المُسجلة  46 هدفًا  في 13 مباراة، بمتوسط 3.54 هدفًا في المباراة الواحدة.
5 أهداف
- روي كريشنا

4 أهداف
- بن واين

3 أهداف
- توماس دن
- كوستا بارباروسيس

هدفان
- نبيل بيغ
- إتونيا دوغالاو
- سيتاريكي هيوز
- ماكس ماتا
- تومي سيمي
- ماتيو ديغروميل

هدف
- فيليب بارافيلالا
- سيتيفيني كافويلاغي
- كاميرون هاويسون
- إليجاه جاست
- بن أولد
- جيسي راندال
- فين سورمان
- أتي كيبو
- بالا بول
- لوك ساليزبري
- فاريل ترينور
- جوناثان سبوكيجاك
- كينسي تانغيس
- جيسون توماس

هدف ذاتي
- ألوين كومولونغ (ضد فيجي)
- برايان كالتاك (ضد نيوزيلندا)

## الجوائز
| الكرة الذهبية (أفضل لاعب في البطولة) | الحذاء الذهبي (هداف البطولة) | القفاز الذهبي (أفضل حارس مرمى) | جائزة اللعب النظيف |
| ------------------------------------ | ---------------------------- | ------------------------------ | ------------------ |
| ليبراتو كاكاتشي                      | روي كريشنا                   | ماكس كروكومب                   | نيوزيلندا          |